# Stups und Steppke

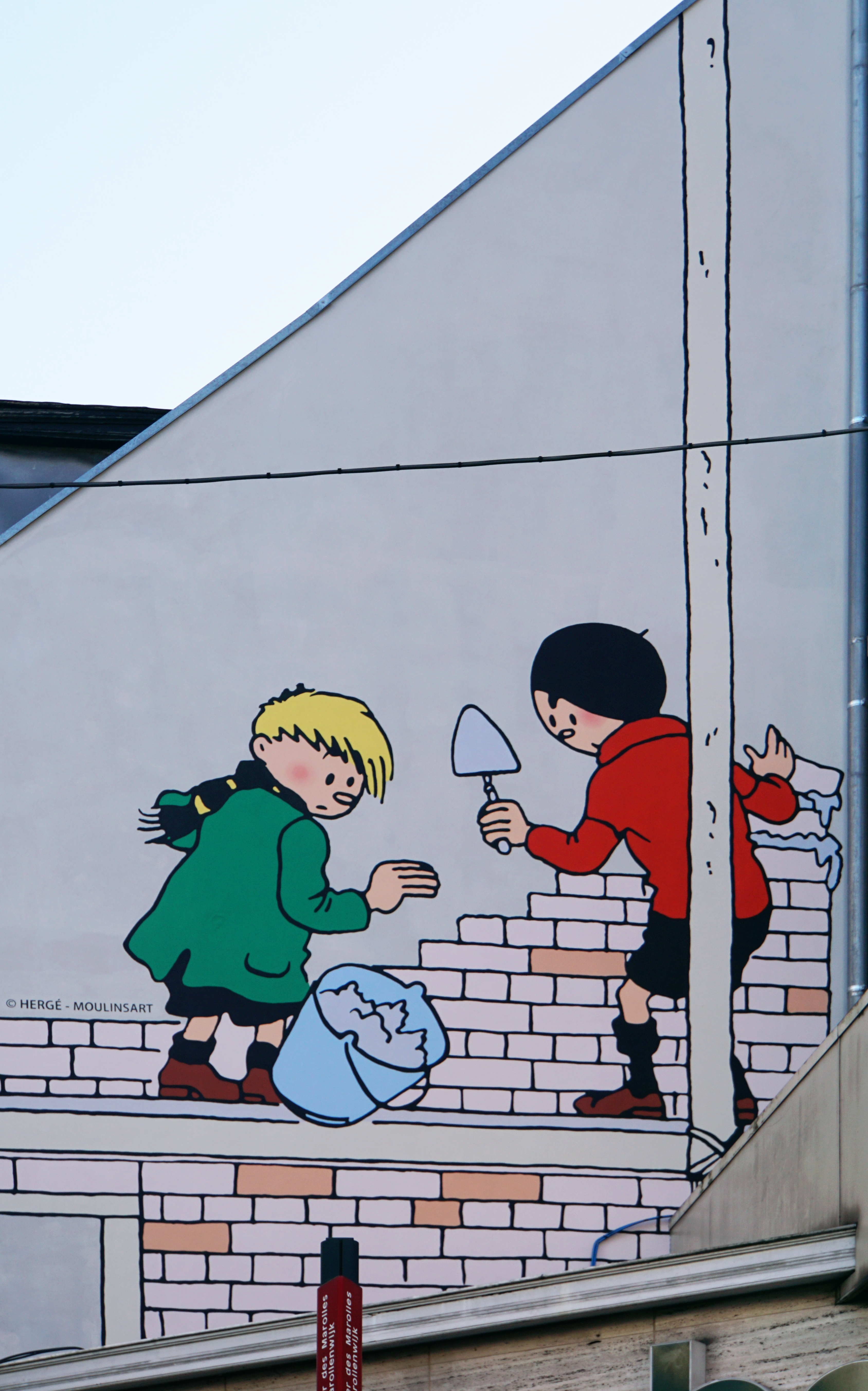
Stups und Steppke auf einem Wandgemälde in Brüssel, Rue Notre-Seigneur 19

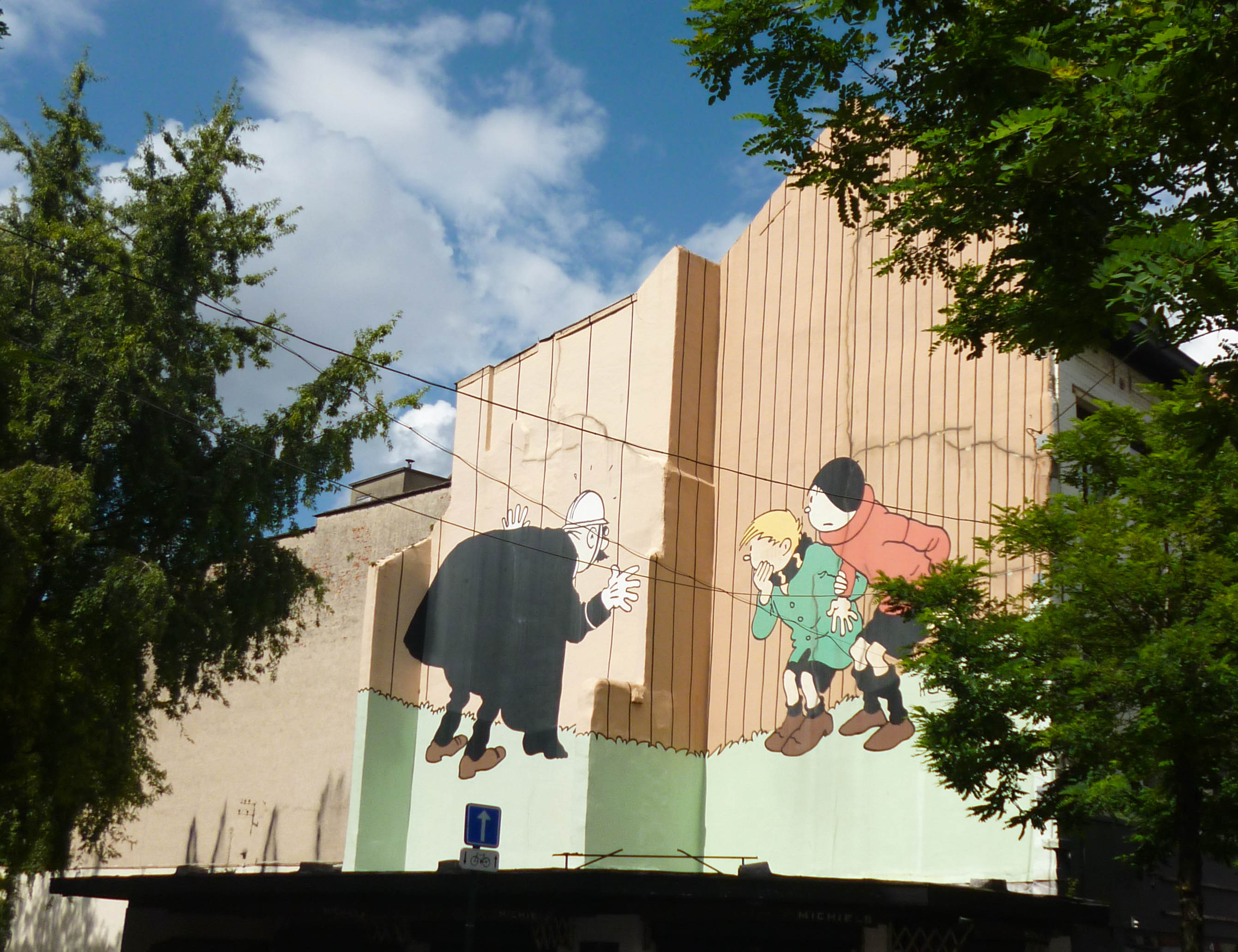
Ein weiteres Wandgemälde mit Stups und Steppke in Brüssel

Stups und Steppke (Quick et Flupke) ist eine zwischen 1930 und 1983 erschienene frankobelgische Comicserie.

## Handlung
Stups und Steppke, zwei Jungen aus der Brüsseler Altstadt Marolles, spielen lustige Streiche und bekommen immer wieder Ärger mit den Erwachsenen ihrer Umgebung.

## Hintergrund
Hergé war Texter und Zeichner der humoristischen Ein- und Zweiseiter. Das Studio Hergés gab nach seinem Tod neue Geschichten heraus.
Die Serie erschien in den Jahren 1930 bis 1940 in Le Petit Vingtième, der Jugendbeilage der belgischen Zeitschrift Le Vingtième Siècle. Ein kolorierter Nachdruck erfolgte zwischen 1947 und 1952 in der belgischen und von 1949 bis 1953 in der französischen Ausgabe von Tintin. Auch in Tintin Sélection und Super Tintin kam es vereinzelt zu einem Neuabdruck. Petit Vingtième begann 1930 die Albenausgabe, die Casterman 1934 weiterführte, kolorierte und zusammen mit neuen Episoden wiederveröffentlichte.
Carlsen und Ehapa gaben einige deutschsprachige Alben heraus. In der Reihe Hergé Werkausgabe von Carlsen folgte eine Gesamtausgabe. Eine Zeit lang erschienen auch Geschichten von Stups und Steppke in der Kinderzeitschrift Junior, da aber unter dem Namen Flip und Flup.
Stups und Steppke tauchen kurz in den Geschichten Tim im Kongo und Der geheimnisvolle Stern von Tim und Struppi auf.